# Hargarten-aux-Mines
Hargarten-aux-Mines là một xã trong tỉnh Moselle, vùng Grand Est đông bắc nước Pháp.